# Protapanteles malloi
Protapanteles malloi är en stekelart som först beskrevs av Blanchard 1942.  Protapanteles malloi ingår i släktet Protapanteles och familjen bracksteklar. Inga underarter finns listade i Catalogue of Life.